# Газовый резак

Работа резаком Р3 337У на ММК им. Ильича

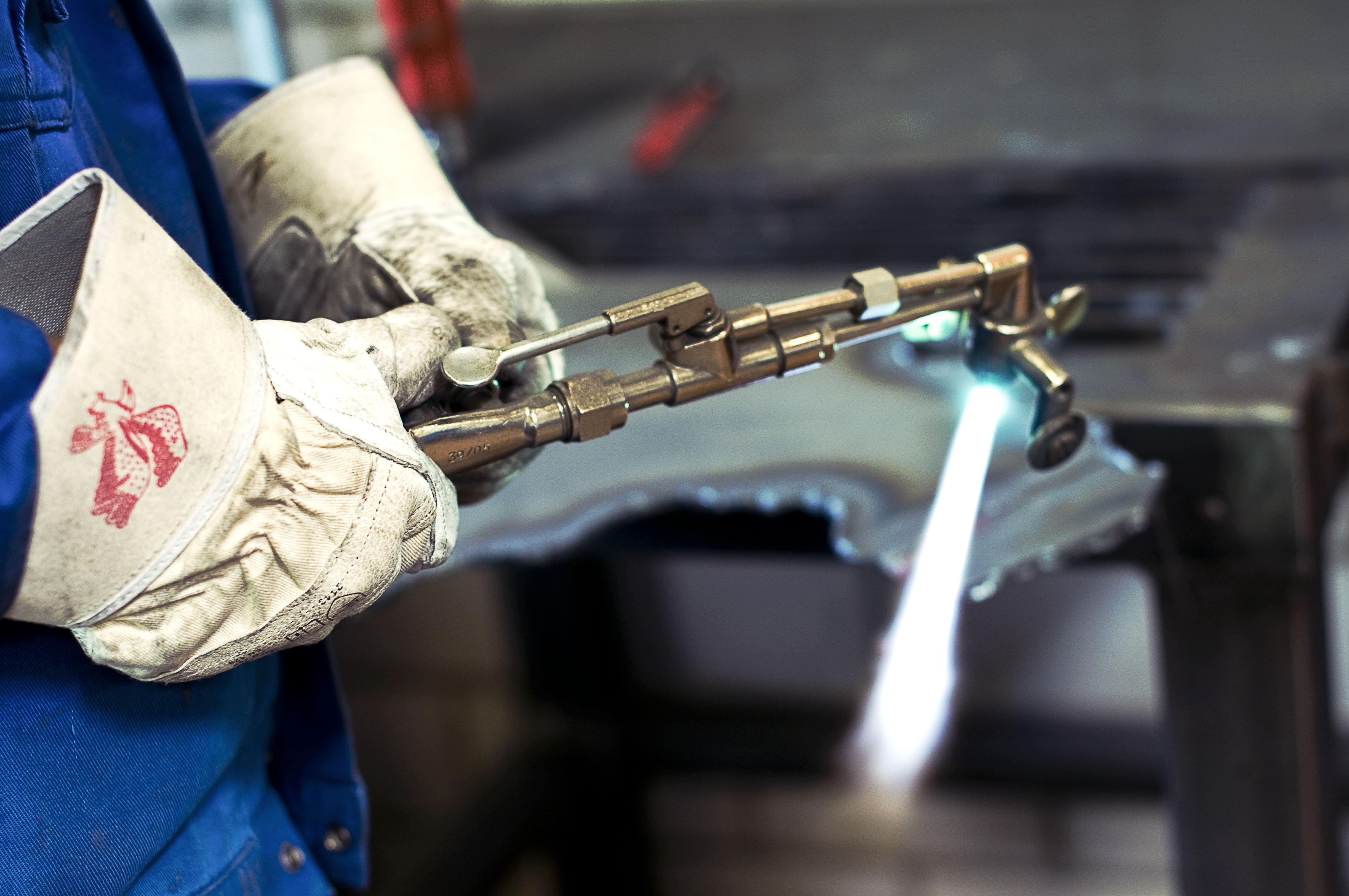
Кислородный резак

Газовый резак (резак для ручной резки), (не путать с автогеном) — аппарат для резки металла с помощью нагревания до высоких температур. Сущность процесса заключается в сгорании металла в струе чистого кислорода, с последующим удалением этой струёй продуктов окисления из зоны реза (выдувом).
Ручные резаки для газовой резки классифицируются по следующим признакам:
- по роду горючего газа, на котором они работают: для ацетилена, газов-заменителей, жидких горючих;
- по принципу смешения горючего газа и кислорода на эжекторные и безэжекторные;
- по назначению — на универсальные и специальные;
- по виду резки для разделительной, поверхностной, кислородно-флюсовой, копьевой.

В настоящее время широкое применение получили универсальные резаки. К универсальным резакам предъявляются следующие основные требования: возможность резки стали толщиной от 3 до 300 мм в любом направлении, устойчивость против обратных ударов, малая масса и удобство в обращении.
Как и сварочные горелки, резаки имеют эжекторное устройство, обеспечивающее нормальную работу горючего газа в диапазоне давлений 0,03—1,5 кгс/см². Эжекторный резак отличается от инжекторной горелки тем, что имеет отдельный канал для подачи режущего кислорода и специальную головку, которая включает в себя два сменных мундштука — внутренний и наружный.